# Dark Matter (álbum)
Dark Matter é o décimo segundo álbum de estúdio da banda de rock americana Pearl Jam, disponibilizado em 19 de abril de 2024 através da Monkeywrench Records e Republic Records. Produzido por Andrew Watt, o lançamento foi antecedido pelos singles "Dark Matter", "Running" e "Wreckage".
Gravado em Shangri-La em Malibu, Califórnia, e no estúdio caseiro de Andrew Watt, Dark Matter é o primeiro álbum da Pearl Jam a incluir contribuições de Josh Klinghoffer (ex-Red Hot Chili Peppers), que participou da turnê Gigaton Tour 2022-2023 como membro de turnê e sessão. Este álbum marca o retorno da banda ao trabalho conjunto como um quinteto em um ambiente de estúdio dinâmico e acelerado, contrastando com o álbum anterior, Gigaton (2020), que foi produzido ao longo de vários anos em sessões individuais.
Foi eleito pela Loudwire como o 9º melhor álbum de rock de 2024.

## Lista de faixas
Todas as músicas compostas por Pearl Jam e Andrew Watt, exceto "Something Special" por Pearl Jam, Watt e Josh Klinghoffer.
| N.º            | Título               | Duração |  |
| 1.             | "Scared of Fear"     |         |  |
| 2.             | "React, Respond"     |         |  |
| 3.             | "Wreckage"           |         |  |
| 4.             | "Dark Matter"        |         |  |
| 5.             | "Won't Tell"         |         |  |
| 6.             | "Upper Hand"         |         |  |
| 7.             | "Waiting for Stevie" |         |  |
| 8.             | "Running"            |         |  |
| 9.             | "Something Special"  |         |  |
| 10.            | "Got to Give"        |         |  |
| 11.            | "Setting Sun"        |         |  |
| Duração total: | Duração total:       | 48:21   |  |

## Créditos
Pearl Jam
- Eddie Vedder – vocais principais e de apoio, guitarra, piano
- Mike McCready – guitarra, piano
- Pedra Gossard - guitarra
- Jeff Ament – baixo, guitarra, guitarra barítono, backing vocals (em "Running")
- Matt Cameron – bateria, percussão

Músicos adicionais
- André Watt – guitarra, piano, teclado, backing vocals (em "Running")
- Josh Klinghoffer – piano, teclados, guitarra
- Marcos Davis – backing vocals (em "Running")

- Bryce Bordone – engenharia de mixagem, assistência de mixagem
- John Burton – engenharia adicional
- Matt Colton - domínio
- Chelsea Fodero – coordenação de produção
- Sérvio Ghenea – mistura
- Paul LaMalfa - Engenharia
- Marco Sonzini - Engenharia
- Tommy Turner – assistência de engenharia
- Marc Van Gool – técnico de guitarra, assistência de estúdio
- André Watt – produtor
- Gregg White – assistência de engenharia

## Posição nas paradas musicais
| País/Parada (2024)                                                       | Melhor posição |
| ------------------------------------------------------------------------ | -------------- |
| Austrália (ARIA)                                                         | 2              |
| Áustria (Ö3 Austria Top 40)                                              | 2              |
| Bélgica (Ultratop Flandres)                                              | 2              |
| Bélgica (Ultratop Valônia)                                               | 3              |
| Canadá (Billboard)                                                       | 9              |
| Croácia (HDU)                                                            | 2              |
| Dinamarca (Hitlisten)                                                    | 17             |
| Países Baixos (Dutch Charts)                                             | 2              |
| Finlândia (Suomen virallinen lista)                                      | 13             |
| França (SNEP)                                                            | 13             |
| Alemanha (Offizielle Deutsche Charts)                                    | 2              |
| Grécia (IFPI)                                                            | 24             |
| Hungria (MAHASZ)                                                         | 16             |
| Islândia (Plötutíðindi)                                                  | 7              |
| Irlanda (Official Irish Albums)                                          | 2              |
| Itália (FIMI)                                                            | 3              |
| Japão (Oricon)                                                           | 29             |
| Japão (Oricon)                                                           | 25             |
| Japão (Billboard Japan Hot Albums)                                       | 27             |
| Nova Zelândia (RMNZ)                                                     | 3              |
| 4                                                                        |                |
| Portugal (AFP)                                                           | 2              |
| Escócia (Official Scottish Albums)                                       | 2              |
| Espanha (PROMUSICAE)                                                     | 3              |
| Suécia (Sverigetopplistan)                                               | 21             |
| Suíça (Schweizer Hitparade)                                              | 2              |
| Reino Unido (Official Albums Chart)                                      | 2              |
| Reino Unido (UK Rock & Metal Albums)                                     | 1              |
| Estados Unidos (Billboard 200)                                           | 5              |
| Estados Unidos (Billboard Top Rock & Alternative Albums)                 | 1              |
| Estados Unidos Top Alternative Albums (Billboard Top Alternative Albums) | 1              |
| Estados Unidos (Billboard Top Hard Rock Albums)                          | 1              |
| Estados Unidos (Billboard Top Rock Albums)                               | 1              |